# Армель, Пьер
Пьер Шарль Жозе Мари, граф Армель (фр. Pierre Charles José Marie, Comte Harmel, 16 марта 1911, Уккел, Бельгия — 15 ноября 2009, Брюссель, Бельгия) — бельгийский политический деятель, премьер-министр Бельгии (1965—1966).

## Биография
Окончил юридический факультет Льежского университета (1933).
В 1947 г. он был назначен профессором права в университете Льежа.
В 1946—1971 гг. — депутат федерального парламента Бельгии от Христианской народной партии.
В 1950—1954 гг. — министр образования.
В июне-ноябре 1958 гг. — министр юстиции,
в 1958—1960 гг. — министр культуры,
в 1960—1961 гг. — министр государственной службы.
В 1965—1966 гг. — премьер-министр Бельгии.
В 1966—1973 гг. — министр иностранных дел Бельгии.
В 1973—1977 гг. — председатель сената Бельгии.
С 1977 г. — в отставке, полностью оставил политику.
В 1991 пожалован титулом графа королём Бодуэном I.

## Факты
- Был одним из самых долгоживущих руководителей глав государств и правительств в мире.
- Самый долгоживущий премьер-министр Бельгии.